# Хар-Усн
Хар-Усн (калм. Хар Усн) — посёлок в Целинном районе Калмыкии, входит в состав Вознесеновского сельского муниципального образования.

## Название
Название посёлка калм. Хар Усн можно перевести чистая вода (калм. Хар Усн — чистая вода; одна только вода)

## История
Впервые обозначен на топографической карте 1984 года. Предположительно основан во второй половине XX века. В 1989 году проживало около 50 жителей.

## Физико-географическая характеристика
Посёлок расположен в пределах Ергениской возвышенности, являющейся частью Восточно-Европейской равнины. Средняя высота над уровнем моря — 70 метров. Рельеф местности равнинный. Посёлок окружён полями. К югу от посёлка расположена балка Куприянка, относящаяся к бассейну реки Яшкуль.
По автомобильной дороге расстояние до столицы Калмыкии города Элиста (центра города) составляет 22 км, до районного центра села Троицкое — 32 км, до административного центра сельского поселения села Вознесеновка — 23 км. Ближайший населённый пункт посёлок Ики-Чонос расположен в 8 км к северу от посёлка Хар-Усн. Подъезд с твёрдым покрытием к посёлку отсутствует.
Согласно классификации климатов Кёппена-Гейгера посёлок находится в зоне континентального климата с относительно холодной зимой и жарким летом (индекс Dfa). В окрестностях посёлка распространены светлокаштановые почвы различного гранулометрического состава в комплексе с солонцами.
В посёлке, как и на всей территории Калмыкии, действует московское время.

## Население
| 2002 | 2010 | 2012 |
| ---- | ---- | ---- |
| 11   | ↗15  | ↘0   |

Национальный состав
Согласно результатам переписи 2002 года в посёлке проживали даргинцы (100 %).
| Национальность | Численность (2010) | Процент |
| -------------- | ------------------ | ------- |
| Даргинцы       | 15                 | 100%    |
| Всего          | 15                 | 100%    |

## Социальная инфраструктура
Социальная инфраструктура отсутствует. Учреждения культуры (клуб, библиотека и образования (средняя школа, детский сад) расположены в административном центре сельского поселения — селе Вознесеновка. Медицинское обслуживание жителей посёлка обеспечивают фельдшерско-акушерский пункт в селе Вознесеновка и Целинная центральная районная больница.
Посёлок не газифицирован. Центральное водоснабжение отсутствует, потребность в пресной воде обеспечивается индивидуально, путём доставки воды к каждому домовладению. Водоотведение осуществляется за счёт использования выгребных ям.